# Campeonato Uruguaio de Futebol de 1957
O Campeonato Uruguaio de Futebol de 1957 foi a 26ª edição da era profissional do Campeonato Uruguaio. O torneio consistiu em uma competição com dois turnos, no sistema de todos contra todos. O campeão foi o Nacional.

## Classificação[2]
| Pos | Equipe               | Pts | J  | V | E | D | GP | GC | SG  |
| --- | -------------------- | --- | -- | - | - | - | -- | -- | --- |
| 1°  | Nacional             | 24  | 18 | 9 | 6 | 3 | 30 | 14 | 16  |
| 2°  | Peñarol              | 21  | 18 | 9 | 3 | 6 | 39 | 34 | 5   |
| 3°  | Defensor             | 20  | 18 | 8 | 4 | 6 | 41 | 33 | 8   |
| 4°  | Fénix                | 19  | 18 | 8 | 3 | 7 | 31 | 33 | -2  |
| 5°  | Cerro                | 17  | 18 | 7 | 3 | 8 | 35 | 40 | -5  |
| 6°  | Danubio              | 16  | 18 | 5 | 6 | 7 | 22 | 22 | 0   |
| 7°  | Montevideo Wanderers | 16  | 18 | 5 | 6 | 7 | 23 | 24 | -1  |
| 8°  | Liverpool            | 16  | 18 | 7 | 2 | 9 | 25 | 29 | -4  |
| 9°  | Rampla Juniors       | 16  | 18 | 5 | 6 | 7 | 26 | 32 | -6  |
| 10° | Racing               | 15  | 18 | 5 | 5 | 8 | 21 | 32 | -11 |

|  | Campeão.                     |
|  | Rebaixado à Segunda Divisão. |

Promovido para a próxima temporada: Sud América.
| Campeonato Uruguaio de 1957   |
| ----------------------------- |
| Nacional Campeão (25º título) |